# グラハム・ホールディングス
グラハム・ホールディングス・カンパニー（Graham Holdings Company、旧称ワシントン・ポスト・カンパニー(The Washington Post Company)）は、アメリカ合衆国のコングロマリットである。デラウェア州の州法の下で法人化されており、本社をバージニア州アーリントン郡に置く。
かつては新聞『ワシントン・ポスト』と雑誌『ニューズウィーク』を所有・発行していたが、『ニューズウィーク』は2010年に、『ワシントン・ポスト』は2013年に売却され、ワシントン・ポスト売却時に現社名に改称された。現在は、デジタルマーケティング会社のソーシャルコード(SocialCode)、オンラインマガジンの『スレート』、テレビ局7社で構成されるグラハム・メディア・グループ(Graham Media Group)（旧、ポスト・ニューズウィーク・ステーションズ）、教育会社のカプラン(Kaplan)、ニュースリーダーアプリを開発していたトローヴ(Trove)（旧WaPo Labs）などを保有している。また、ケーブルテレビとインターネットサービスを提供するケーブルワンを所有していたが、2015年に分社化した。

## 歴史
グラハム・ホールディングス社の歴史は、『ワシントン・ポスト』紙が創刊された1877年にさかのぼる。1889年にワシントンD.C.でワシントン・ポスト・カンパニーとして法人化され、2003年に設立地をデラウェア州に変更するまで、ワシントンD.C.の法人だった。公開会社であり、クラスB普通株式はニューヨーク証券取引所に1971年に上場され、ティッカーシンボル"GHC"で取引されている。
ユージン・メイヤーの子孫（会長のドナルド・E・グラハム、その妹のラリー・ウェイマス、および様々な家族信託の受益者を含む）が、非公開のクラスA普通株式の所有を通じて同社を一括して支配しており、同社の取締役の70%を選出する。2014年の時点で、一族の資産の90%以上を形成している。2014年までは、クラスB普通株式はウォーレン・バフェットのバークシャー・ハサウェイ社が実質的に保有し、同社の取締役の30%を選出していたが、2014年にその株式の大部分をグラハム・ホールディングスのテレビ局の一つであるWPLG-TVやその他の資産と交換した。
1950年以来、ワシントンD.C.のワシントン・ポスト・ビルに本社を置いていたが、2014年に売却された。新しい本社は、バージニア州アーリントンの北17番街1300番地にある。ドナルド・グラハムによれば、本社をバージニア州に置いたのは、連邦議会に近いことと、会社の活動分野である教育とヘルスケアの2つが連邦政府の規制の対象となっていることが理由である。
2013年8月5日、ワシントン・ポスト社は、Amazon.comの創業者兼CEOであるジェフ・ベゾスに2億5千万ドルで『ワシントン・ポスト』紙を売却することが発表された。ワシントン・ポスト社は、新聞の売却が完了した時点で新しい社名を採用することに合意した。2013年11月29日付で、新社名「グラハム・ホールディングス」に改称した。ポスト紙の売却に、Amazon.comは関与していない。ベゾスが所有するナッシュ・ホールディングスLLCは、2013年10月1日にポスト紙と関連出版物の買収を完了した。グラハム・ホールディングス社は、テクノロジー・イノベーション・グループであるWaPo Labsの所有権を保持していたが、その後Troveにブランド名を変更した。
2014年、リビングソーシャルの創業者であり、ドナルド・グラハムの娘ローラと結婚したティム・オショーネシーが、グラハム・ホールディングスの社長に就任した。オショーネシーは2015年に同社CEO兼任となった。
2014年11月、グラハム・ホールディングスは、2015年にケーブルワンを独立した上場企業として分社化すると発表した。分社化は2015年7月1日に完了した。
2018年3月、数年にわたる入学者数の減少を受けて、同社はカプラン大学をパデュー大学システムに売却し、ブランド名がパデュー大学グローバルに変更された。

## 保有企業

### 放送
グラハム・ホールディングスは、子会社のグラハム・メディア・グループ（旧 ポスト・ニューズウィーク・ステーションズ）を通じて、7局のテレビ局を所有している。グラハム・メディア・グループのCEOはエミリー・L・バーである。グラハム・メディア・グループは、当初はデトロイトのNBC系列局WDIV-TV内に本社を置いていたが、現在はシカゴに本社を置いている。
| 免許を受けた都市/メディア市場            | 放送局名 | 保有年 | 系列   |
| ---------------------------------------- | -------- | ------ | ------ |
| ジャクソンビル                           | WJXT     | 1953   | 独立系 |
| ジャクソンビル                           | WCWJ     | 2017年 | The CW |
| オーランド - デイトナビーチ - メルボルン | WKMG-TV  | 1997年 | CBS    |
| デトロイト                               | WDIV     | 1978年 | NBC    |
| ヒューストン                             | KPRC-TV  | 1994年 | NBC    |
| サンアントニオ                           | KSAT-TV  | 1994年 | ABC    |
| ロアノーク                               | WSLS-TV  | 2017年 | NBC    |

### インターネット
グラハム・ホールディングスは、インターネット上で様々な活動を行っている3つの企業を所有している。スレート・グループは、オンラインマガジンの『『スレート』、『スレートV』、『フォーリン・ポリシー』を発行している。かつては、アフリカ系アメリカ人の文化に焦点を当てたオンラインマガジン『ザ・ルート』も発行していたが、2015年にユニビジョン・コミュニケーションズに売却した。他に、ソーシャルメディア/IDベースのマーケティングを専門とする広告代理店のソーシャルコード(SocialCode)、ポッドキャスティングネットワークのパノプリー(Panoply)を保有している。
2014年11月、子会社のグラハム・メディア・グループを通じてSocial News Deskを買収した。Social News Deskは、創業者兼社長のキム・ウィルソンが率いる、アトランタに本社を置く、ニュースルームに特化したソーシャルメディアマネジメントプラットフォームである。

### ヘルスケア
2012年10月、セルティック・ヘルスケア(Celtic Healthcare Inc.)を非公開の金額で買収した。セルティック社は、ペンシルベニア州に本社を置き、ペンシルバニア州西部・中部・北東部、およびメリーランド州のモンゴメリー郡とボルチモア郡で在宅医療サービスを提供している。また、同地域で在宅ホスピスサービスを提供し、ペンシルベニア州ダンモアに10床の入院ホスピスを所有している。2014年現在で、正社員約558名と45名のパートタイムの従業員を擁している。
2014年、ミシガン州トロイに本社を置くレジデンシャル・ヘルスケア・グループの過半数の株式を買収した。同社はレジデンシャル・ホーム・ヘルスとレジデンシャル・ホスピスの親会社であり、ミシガン州とイリノイ州で在宅・訪問型のヘルスケアとホスピスのサービスを提供している。

### 製造業
2013年7月、フォーニー社(Forney Corp.)を非公開の金額で買収した。同社は、テキサス州アディソンに本社を置き、石炭や天然ガスなどの燃焼を監視・制御する装置を製造している。この装置は、電力会社に販売され、発電所で使用されている。
2014年6月、オハイオ州デイトンに本社を置くスクリュージャッキなどのメーカー、ジョイス・デイトン社(Joyce/Dayton Corp.)を買収した。
2015年11月、インディアナ州ギャレットに本社を置く電気メーカー、グループ・デッコ(Group Dekko)を買収した。
2017年4月、ジョージア州トムソンに本社を置く防火材などの木材製品メーカー、フーバー・トラステッド・ウッド・プロダクツ(Hoover Treated Wood Products)を買収した。
2020年5月、カスタム額縁を製造するフレームブリッジを買収した。

### 飲食業
2019年7月、クライズ・レストラン・グループを買収した。同社は、オールド・エビット・グリルなどワシントン都市圏で複数のレストランを所有・運営している。

### 自動車販売
2019年1月、ソニック・オートモーティブ社から自動車販売店2社の90%を取得した。

### 教育
グラハム・ホールディングスが保有するカプラン社は、高等教育、職業訓練、試験対策の3つの分野の事業を行っている。
2016年1月、グラハム・ホールディングスは、ネットワーク・セキュリティのトレーニングと教育の会社であるCyberVistaを設立した。
数年にわたる大幅な入学者数の減少を受けて、グラハム・ホールディングスは2018年3月にカプラン大学をパデュー大学システムに1ドルで売却し、ブランド名がパデュー大学グローバルに変更された。交換条件として、パデュー大学はカプラン社を教育以外の機能の独占的提供者として契約し、カプラン社は買収以前に生じた負債の責任を負うことで同意した。契約条件によると、カプラン社は、全ての運営費とパデュー大学への保証金の支払いが完了した後に資金がある限り、大学の収益の12.5%を受け取る。パデュー大学グローバルは、2018年に1,800万ドル、2019年に4,300万ドルの損失を計上した。2020年2月、グラハム・ホールディングスは、パデュー大学グローバルがカプラン社に対して、サービスと繰延料金として6840万ドル、カプラン大学との取引による前金として1860万ドルの債務を負っていると報告した。パデュー大学グローバルは、マーケティングに1億3200万ドル（入学者1人当たり4400ドル以上）と、競合の南ニューハンプシャー大学(SNHU)の4倍の費用をかけていると言われているが、パデュー大学グローバルの入学者数はほぼ横ばいである。2020年10月、パデュー大学グローバルは、純資産がマイナス4700万ドル、純営業損失が1億300万ドルと報告した。